# Georg Heinrich Quellhorst

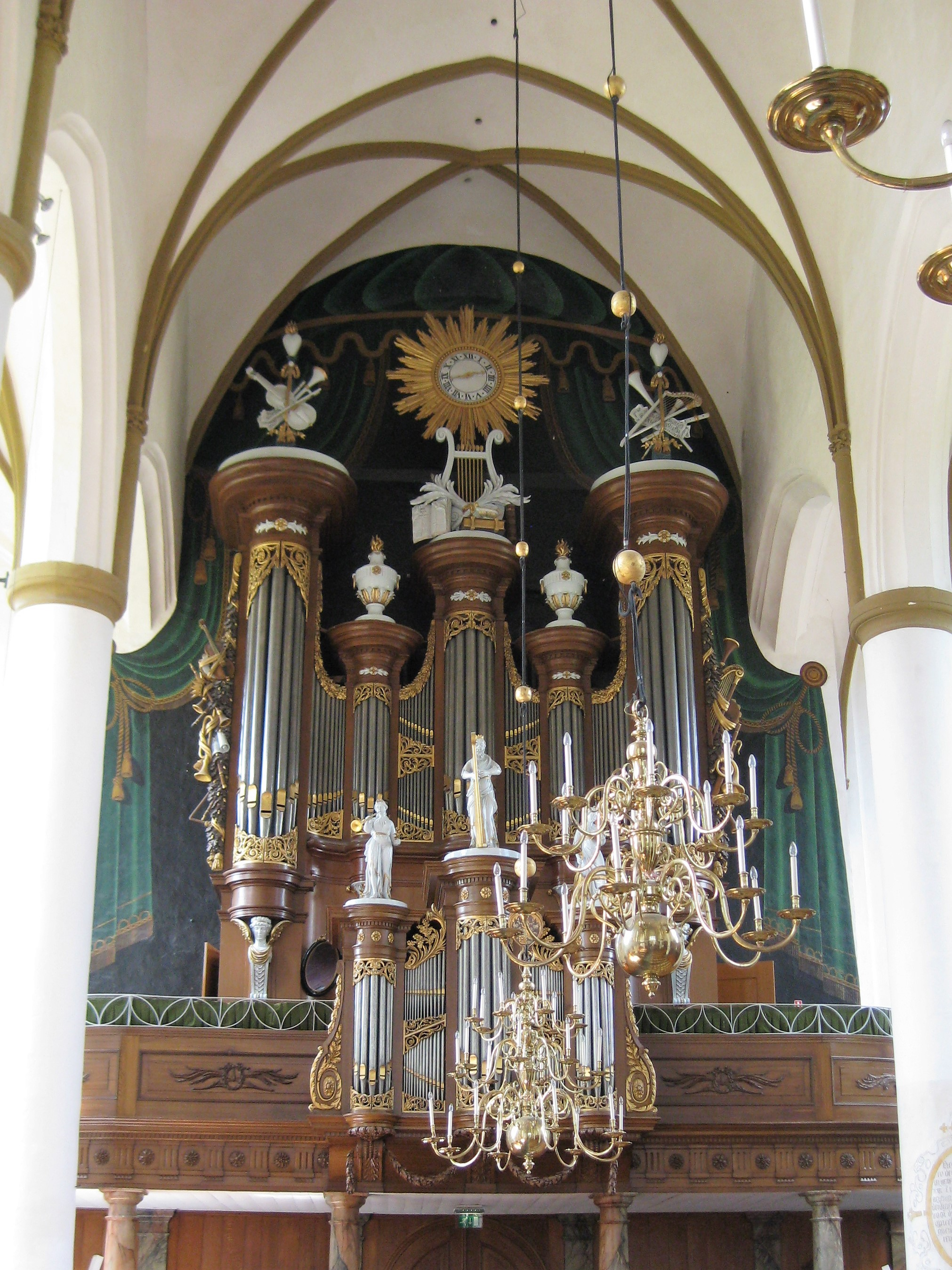
Het Quellhorst-orgel in de voormalige Grote of Sint-Nicolaaskerk te Elburg.

Georg Heinrich Quellhorst (Duitsland?, ca. 1769-1771 - Oldenzaal, 10 februari 1836) was een orgelbouwer van Duitse afkomst die in de 19e eeuw in Nederland werkzaam was.

## Leven en werk
Georg Heinrich Quellhorst plaatste rond 1807 in Nederland zijn eerste orgel in de hervormde Sint-Lambertuskerk in Heemse (Hardenberg). Het was een geschenk van de dichteres Clara Feyoena van Sytzama, kort voor haar overlijden.
In 1810 vestigde Quellhorst zich in Oldenzaal. Hij kreeg rond 1813 de opdracht om voor de Sint-Plechelmusbasiliek in Oldenzaal een orgel te bouwen. Het kwam in 1815 gereed. In 1893 werd het verkocht aan de Gereformeerde Kerk voor de in 1891 gebouwde Westerkerk te Utrecht; in 1966 werd deze kerk met orgel verkocht aan de Gereformeerde Gemeente van Utrecht.
In 1821 bouwde Quellhorst samen met zijn stiefzoon Carl Friedrich August Naber het orgel voor de Nicolaaskerk te Wijhe. Het orgel van de Dorpskerk in Twello, gebouwd door de Utrechtse orgelmaker Abraham Meere (1761-1841), werd door Quellhorst drie jaar na de bouw, in 1822, uitgebreid met een tweede klavier en een onderpositief van zes registers.
Quellhorst overleed op 10 februari 1836 in Oldenzaal.[6].

## Orgels gebouwd door Quellhorst
- Bethlehemkerk te Zwolle.[7][8]
- Grote of Sint-Nicolaaskerk aan de Zuiderkerkstraat te Elburg.[9]

Jürgen Ahrend · Johann Bätz · Heinrich Andreas Contius · Familie Gilman · Friedrich Fleiter · Carl Frei · Heinrich Hermann Freytag · Joseph Gabler · Rudolf Garrels · Gottfried Silbermann · Gerhard Grenzing · Albertus Antoni Hinsz · Bartelt Immer · Hans Henny Jahnn · Ludwig König · Hinrich Just Müller · Christian Müller · Carl Friedrich August Naber · Paul Peuerl · Georg Heinrich Quellhorst · Joachim Richborn · Arnold Rohlfs · Conradus Ruprecht II · A. Ruth und Sohn · Wilhelm Rütter · Arp Schnitger · Hans Wolff Schonat · Ernst Seifert · Andreas Silbermann · Friedrich Stellwagen · Johannes Stephanus Strümphler · Hans Suys · Johannes Wilhelmus Timpe · Welte-Mignon · Johann Friedrich Wenthin · Christian Gottlieb Friedrich Witte